# Eben Alexander (1953.)
Eben Alexander (11. prosinca 1953.), američki neurokirurg i pisac

## Životopis
Eben Alexander ugledni je neurokirurg koji je uvijek bio skeptičan prema iskustvima svojih pacijenata koji su doživjeli iskustva kliničke smrti i svjedočili o postojanju onostranog svijeta, razgovorima s anđelima i Bogom. Sve dok i sam nije doživio takvo iskustvo. Naime, u svojoj 54. godini obolio je od rijetke bolesti i sedam dana bio u komi. Nakon toga je od žestokog kritičara takvih svjedočanstava postao jedan od najsnažnijih zagovornika ideje da raj postoji te da je duhovna stvarnost jednako realna kao i materijalna. Zbog toga ga je odbacio jedan dio znanstvene zajednice, ali su ga prigrlili milijuni ljudi širom svijeta.

## Djela
Napisao više djela, od kojih se ističu:
- Dokaz da postoji raj